# Himno de Alicante
El Himno de Alicante es el himno oficial de la ciudad española de Alicante. Se trata de una obra musical del maestro alicantino Juan Latorre Baeza, compuesta hacia 1896 e interpretada por primera vez el 9 de enero de 1902, con letra original obra de José María Milego y Francisco Martínez Yagües.

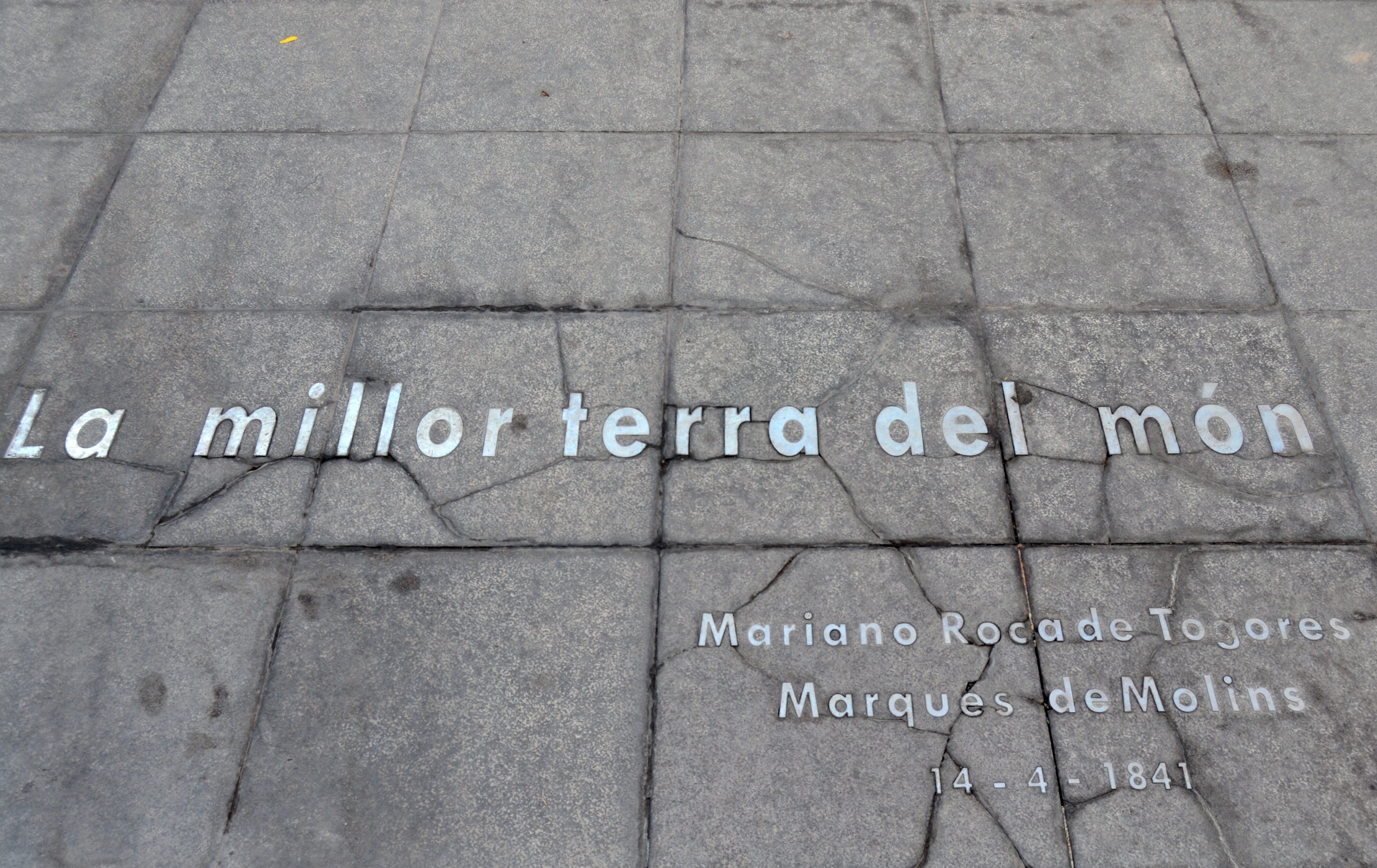
La millor terra del món, en la plaza alicantina de La Montañeta

La letra original se compuso en alicantino, un dialecto del valenciano carente de normativa oficial, pero que era el utilizado por entonces por los alicantinos. Los autores incluyeron la famosa frase "la millor terra del món" que el Marqués de Molins, Mariano Roca de Togores popularizó en la ciudad gracias a uno de sus poemas en 1841, así como también quisieron hacer referencia a los símbolos de la ciudad, como el Castillo, el Puerto, el mar, las palmeras o la Explanada (llamada en aquel momento Malecón) y fue interpretado por primera vez el mismo año de su creación en el Teatro Principal de Alicante.
No debe confundirse con el Himno de las Hogueras de San Juan, himno con gran difusión y popularidad en la ciudad, compuesto musicalmente por Luis Torregrosa en 1929 con el título Les Fogueres de San Chuan, pese a popularizarse como A la llum de les Fogueres, y con letra del periodista y foguerer José Ferrándiz.

## Letra de la versión moderna
| Valenciano | Castellano |
| --- | --- |
| Som fills del poble, que té les xiques com les palmeres de junt al mar. Són molt airoses, molt reboniques, i fan quan volen riure i plorar. És la millor terra del món i així el poeta li ho va dir, i en el passeig del malecó, no hi ha qui (li) puga competir. I des del matxo* del castell, mires i dius: que encant! no és este ja el poble vell, que és altre Alacant! Visca Alacant! Visca Alacant!! Visca Alacant!!! | Somos hijos del pueblo, que tiene las chicas como las palmeras de junto al mar. Son muy airosas, muy rebonicas y hacen cuando quieren reír y llorar. Es la mejor tierra del mundo, y así lo dijo el poeta, y con el paseo del malecón, no hay quien le pueda competir. Y desde el macho (lo alto) del castillo miras y dices: ¡qué encanto! No es este ya el pueblo viejo, ¡que es otro Alicante! ¡Viva Alicante! ¡Viva Alicante! |

*Según el diccionario etimológico de Coromines podría tener el significado de un peñasco de piedra, en este caso el Benacantil.

## Letra original
La versión original contiene una segunda estrofa cantada por un tenor, a diferencia de la primera cantada en coro, siendo esta primera la única que se suele interpretar.
| Som fills del poble que té les chiques com es palmeres de chunt al mar. (bis) Son molt airoses molt reboniques i fan, cuant volen, riure y plorar. Que es la millor terra del món, ya xi el poeta hu va dir que en el paseich del Malecón no haurá qui puga competir. Y desde el macho del Castell mires i dius: ¡qué encant!, No es este el poble vell, que es atre Alacant. ¡Viva Alacant! !Viva Alacant! | (Solo para tenor) De la mar, a la Orella, rumorosa y esplendent esta la terra adorá, que canta, que canta el meu asent. Fresques brises marineres que aplaquen l´ardor del sol fan simbrechar les palmeres que al sel prenen el vol. Sempre del cor, del cor constant, será la Patria l´idolo amorós Y el aire del meu cant repetirá dichos el grit ¡Viva Alacant! ¡Viva Alacant! |